# 斯蒂尼斯狸藻
斯蒂尼斯狸藻（学名：Utricularia steenisii）为狸藻属一年生小型陆生食虫植物。其种加词“steenisii”来源于印度尼西亚-荷兰植物学家科内利斯·海斯贝特·格里特·范·冯斯蒂尼斯（Cornelis Gijsbert Gerrit Jan van Steenis）。斯蒂尼斯狸藻为苏门答腊的特有种，仅存在于亚齐省的高海拔地区。斯蒂尼斯狸藻陆生于砂质土壤上的苔藓中，或岩生于岩石表面，海拔分布范围为2500米至3200米。1977年，彼得·泰勒将斯蒂尼斯狸藻错误的鉴定为怒江狸藻（U. salwinensis）。1986年，在检查了其他标本后，他意识到这个是一个新物种，并发表了斯蒂尼斯狸藻的描述。

## 外部連結
维基共享资源上的相關多媒體資源：斯蒂尼斯狸藻
 維基物種上的相關：斯蒂尼斯狸藻